# روزاریو بوکولو
روزاریو بوکولو (انگلیسی: Rosario Bucolo؛ زادهٔ ۷ اکتبر ۱۹۸۸) بازیکن فوتبال اهل ایتالیا است.
از باشگاه‌هایی که در آن بازی کرده‌است می‌توان به باشگاه فوتبال پادوا اشاره کرد.